# Katja Nottke
Katja Nottke (* 1958 oder 1959) ist eine deutsche Synchronsprecherin und Schauspielerin sowie Hörspielsprecherin.

## Leben und Werk
Ihr Vater Joachim Nottke war ebenfalls ein bekannter Synchronsprecher. Er war auch als Schauspieler und Scriptwriter tätig. Auch ihre Mutter Maria Axt war als Synchronsprecherin tätig. Katja sah sich berufen, in deren Fußstapfen zu treten und nahm Schauspielunterricht bei Marlise Ludwig.
1982 gestaltete sie eine Gastrolle in der Unterhaltungsserie Kontakt bitte... und war auch in Drei Damen vom Grill zu sehen.
Sie spielte 1988 eine Hauptrolle in der Serie Molle mit Korn, die nach dem Roman von Georg Lentz erschien. Außerdem war sie in einer Reihe von Kurzfilmen unter dem Sendetitel Wenn’s nach mir ginge unter Regie von Ralf Gregan zu sehen.
Katja Nottke arbeitet auch als Theaterschauspielerin und Sängerin. Das populäre Theater „Kama“ in Berlin, welches das erste musikalische Berliner Privattheater war, wurde von ihr gegründet. Mittlerweile betreibt sie in Berlin Lichterfelde-Ost in einem Saal am S-Bahnhof „Katja Nottkes Kieztheater“, in dem sie selber auftritt, aber auch regelmäßig Gastproduktionen beherbergt.
Seit Ende der 1980er Jahre ist sie u. a. feste deutsche Stimme von Michelle Pfeiffer und ist als Raupe Susi Nimmersatt in der Hörspielreihe Xanti zu hören.

## Synchronrollen (Auswahl)
Michelle Pfeiffer
- 1988: in Die Mafiosi-Braut als Angela de Marco
- 1989: in Die fabelhaften Baker Boys als Susie Diamond
- 1990: in Das Russland–Haus als Katya Orlova
- 1991: in Frankie & Johnny als Frankie
- 1992: in Batmans Rückkehr als Selina Kyle / Catwoman
- 1994: in Wolf – Das Tier im Manne als Laura Alden
- 1995: in Dangerous Minds – Wilde Gedanken als Louanne Johnson
- 1996: in Aus nächster Nähe als Sally ‘Tally’ Atwater
- 1996: in Tage wie dieser … als Melanie Parker
- 2009: in Chéri – Eine Komödie der Eitelkeiten als Léa de Lonval
- 2011: in Bad Teacher als Louanne Johnson (aus „Dangerous Minds“)

Demi Moore
- 1992: in Eine Frage der Ehre als Lt. Cmdr. JoAnne Galloway, USN
- 1995: in Now and Then – Damals und Heute als Samantha Albertson
- 1997: in Die Akte Jane als Jordan O’Neill
- 2003: in 3 Engel für Charlie – Volle Power als Madison Lee
- 2003: in Will & Grace (Fernsehserie) als Sissy Palmer–Ginsburg
- 2006: in Half Light als Rachel Carlson
- 2007: in Flawless als Laura Quinn
- 2007: in Mr. Brooks – Der Mörder in Dir als Tracy Atwood
- 2009: in Familie Jones – Zu perfekt, um wahr zu sein als Kate Jones

Melanie Griffith
- 1981: in Und jetzt wird sie Soldat als Pvt. Sylvie Knoll
- 1987: in Cherry 2000 als Edith ‘E.’ Johnson
- 1994: in Nobody’s Fool – Auf Dauer unwiderstehlich als Toby Roebuck
- 1995: in Two Much – Eine Blondine zuviel als Betty Kerner
- 1998: in Celebrity – Schön. Reich. Berühmt. als Nicole Oliver
- 1999: in Citizen Kane – Die Hollywood-Legende als Marion Davies
- 2000: in Cecil B. als Honey Whitlock

Denise Crosby
- 1987–1988, 1990–1991, 1994: in Raumschiff Enterprise – Das nächste Jahrhundert (Fernsehserie) als Lt. Tasha Yar
- 2007: in Bones – Die Knochenjägerin (Fernsehserie) als Margie Curtis
- 2008: in Dexter (Fernsehserie) als Harrys Krankenschwester
- 2009: in Prison Break (Fernsehserie) als Doktor

Marie–Sophie L.
- 1986: in Die Zeit des Verbrechens als Prinzessin
- 1988: in Der Löwe als Victoria

Carol Kane
- 1988: in Die Geister, die ich rief … als Geist der gegenwärtigen Weihnacht
- 1995: in T–Rex als Molly Rex

Kate Walsh
- 2006–2007: in Grey’s Anatomy (Fernsehserie) als Dr. Addison Montgomery–Shepherd (1. Stimme)
- 2007–2013: in Private Practice (Fernsehserie) als Dr. Addison Montgomery (1. Stimme)

### Filme
- 1984: Olivia d’Abo in Conan der Zerstörer als Prinzessin Jehnna
- 1985: Rae Dawn Chong in Phantom-Kommando als Cindy
- 1986: Lar Park–Lincoln in House II – Das Unerwartete als Kate
- 1989: Alison Doody in Indiana Jones und der letzte Kreuzzug als Dr. Elsa Schneider
- 1990: Barbara Garrick in Kojak: Gefährliche Gier als Stacy Wainwright
- 1991: Mary Elizabeth Mastrantonio in Robin Hood – König der Diebe als Marian
- 1991: Debi A. Monahan in Tod im Spiegel als Nancy Mercer
- 1991: Mary-Louise Parker in Grüne Tomaten als Ruth Jamison
- 1997: Gail O’Grady in Im Spiegelbild der Gewalt als Karen / Emily Riggs
- 2009: Margo Martindale in Orphan – Das Waisenkind als Dr. Browning

### Serien
- 1984–1985: Jean Bruce Scott in Airwolf als Caitlin O’Shannessy
- 1985: Wendy Kilbourne in Trio mit vier Fäusten als Stefanie Anne Kemal
- 1985–1987: Emma Samms in Der Denver-Clan und Die Colbys – Das Imperium als Fallon Carrington Colby
- 1986: Dana Kimmell in Hart aber herzlich als Maureen Tucker
- 1988: Jane Badler in Trio mit vier Fäusten als Janet Ingram
- 1990: Karyn Parsons in Der Prinz von Bel-Air als Hilary Banks
- 2000: Kathy Griffin in Akte X – Die unheimlichen Fälle des FBI als Betty Templeton / Lulu Pfeiffer
- 2001: Alice Krige in Star Trek: Raumschiff Voyager als Borg Königin
- 2004: Meagen Fay in Kingdom Hospital als Dr. Brenda Abelson
- 2004–2005: Jacqueline Pillon in Queer as Folk als Amber Morgan–Leeson
- 2005: Robin Riker in Navy CIS als Saleena Lockhart
- 2006: Robin Krieger in Boston Legal als TV–Rechtsexpertin
- 2008: Molly Hagan in Bones – Die Knochenjägerin als Elsbeth King
- 2008: Pooky Quesnel in George Gently – Der Unbestechliche als Wanda Lane
- 2009: Alice Evans in Lost als junge Eloise Hawking
- 2010: Kerrie Keane in Navy CIS als Maggie Reed

## Hörspiele und Features
- 1980: Folgen 3–5 Bibi Blocksberg (als Bibi Blocksberg)
- 2006: Ludwig Lugmeier: Einundzwanzig Schuss Salut für Käpt’n Bilbo – Die Geschichte des Hugo Cyrill Kulp Baruch – Regie: Jürgen Dluzniewski (Feature – MDR)